# Fluvastatin
Fluvastatin là một thành viên của statin ma túy lớp, dùng để điều trị tăng cholesterol máu và ngăn ngừa bệnh tim mạch.
Nó được cấp bằng sáng chế vào năm 1982 và được chấp thuận cho sử dụng y tế vào năm 1994.

## Tác dụng phụ
Tác dụng phụ có thể so sánh với các statin khác. Thường gặp là buồn nôn, khó tiêu, mất ngủ và đau đầu. Đau cơ (đau cơ), và hiếm khi tiêu cơ vân, tác dụng phụ đặc trưng cho statin, cũng có thể xảy ra.

## Tương tác
Trái ngược với lovastatin, simvastatin và atorvastatin, fluvastatin không có tương tác liên quan đến các thuốc ức chế men gan CYP3A4 và khả năng tương tác thấp hơn so với hầu hết các statin khác. Fluconazole, một chất ức chế mạnh CYP2C9, làm tăng nồng độ fluvastatin.

## Dược lý

### Cơ chế hoạt động
Fluvastatin hoạt động bằng cách ngăn chặn men gan HMG-CoA reductase, tạo điều kiện cho một bước quan trọng trong quá trình tổng hợp cholesterol.

### Dược lực học
Trong một tổng quan hệ thống của Cochrane, các cường độ liên quan đến liều của fluvastatin trên lipid máu đã được xác định. Trong phạm vi liều tổng cholesterol từ 10 đến 80 mg/ngày đã giảm 10,7% xuống 24,9%, cholesterol LDL giảm 15,2% xuống 34,9% và triglyceride từ 3% đến 17,5%.

### Dược động học
Thuốc được hấp thu nhanh chóng và gần như hoàn toàn (98%) từ ruột. Lượng thức ăn làm chậm sự hấp thụ, nhưng không làm giảm nó. Do hiệu ứng vượt qua đầu tiên, tính khả dụng sinh học thấp hơn: khoảng 24-30%   theo các nguồn khác nhau. Hơn 98% chất được liên kết với protein huyết tương.
Một số enzyme cytochrom P450 (chủ yếu là CYP2C9, nhưng CYP3A4 và CYP2C8)  có liên quan đến chuyển hóa fluvastatin, làm cho ít có khả năng tương tác hơn hầu hết các statin khác. Chất chuyển hóa chính không hoạt động và được gọi là " N -desisopropyl propionic acid" trong tài liệu.
93-95% thuốc được bài tiết qua phân, dưới 2% trong số đó ở dạng chất ban đầu.

## Tên
Fluvastatin là INN. Tên thương hiệu bao gồm Lescol, Canef, Vastin.

## Nghiên cứu
Dữ liệu từ ấn phẩm của các chuyên gia thử nghiệm điều trị cholesterol (CTT)  đã được sử dụng để xác định tác dụng của fluvastatin, atorvastatin và rosuvastatin đối với việc giảm cholesterol LDL và giảm nhồi máu cơ tim. Trong hai RCT, liều trung bình là 72 mg/ngày fluvastatin làm giảm cholesterol LDL 31,9% và giảm nhồi máu cơ tim, nguy cơ tương đối, 0,68 (KTC 95% 0,55 đến 0,85) so với giả dược. Trong năm RCT, liều atorvastatin trung bình là 26 mg/ngày làm giảm cholesterol LDL xuống 44,0% và giảm nhồi máu cơ tim, nguy cơ tương đối, 0,67 (KTC 95% 0,58 đến 0,77) so với giả dược. Trong bốn RCT, liều rosuvastatin trung bình là 16   mg/ngày làm giảm cholesterol LDL 48,8% và giảm nhồi máu cơ tim, nguy cơ tương đối, 0,82 (95% CI 0,73 đến 0,93) so với giả dược. Do đó, mặc dù giảm cholesterol LDL với lượng fluvastatin ít hơn nhiều so với atorvastatin và rosuvastatin, fluvastatin làm giảm nhồi máu cơ tim tương tự atorvastatin và ở mức độ lớn hơn rosuvastatin.